# Luigi Trussardi
Luigi Trussardi (* 6. Juni 1938 in Clichy als Louis Félix Angelo Trussardi; † 29. April 2010 in Prunay-en-Yvelines/Île-de-France) war ein französischer Jazzmusiker (Kontrabass, auch Cello).

## Leben und Wirken
Trussardi hat italienische Wurzeln; sein Vater Nicola Trussardi, ein klassischer Gitarrist und Maler, floh vor dem Mussolini-Regime 1926 nach Frankreich. Als Kind hatte er Gitarrenunterricht bei seinem Vater. Zunächst spielte als Gitarrist und Bassist mit lokalen Bands; nach dem Bachelor studierte er 1956 Philosophie. 1956 lernte er im Pariser Club St-Germain Stéphane Grappelli kennen, spielte dann u. a. im Bernard Vitet/François Jeanneau Quintett und mit gastierenden US-amerikanischen Musikern wie Bud Powell im Club St-Germain (1959–1961), Eric Dolphy, Nathan Davis, Kenny Drew oder mit Chet Baker 1963. In diesem Jahr begann seine Mitgliedschaft im Orchester von Claude Nougaro, bei dem er bis 1979 blieb. In dieser Periode arbeitete er auch mit Eddy Louiss, Art Simmons, Richie Cole, Philly Joe Jones, René Urtreger, Tommy Flanagan, Milt Jackson, Phil Woods/Jimmy Cleveland (Europa Jazz, 1961), Jimmy Gourley, Maurice Vander/Charles Bellonzi, Stéphane Grappelli (Plays George Gershwin & Plays Cole Porter, 1975), Claude Nougaro/Ornette Coleman (Femmes & famines, 1975). und Sacha Distel (My Guitar and All That Jazz, 1983).
1981 begann seine Zusammenarbeit mit Marc Hemmeler und Philippe Combelle. Das Trio trat im Laufe seines Bestehens auch mit Gianni Basso oder Dusko Goykovich auf (Live at Birdland Neuburg). In den 1990ern entstanden drei Alben unter eigenem Namen, auf denen er mit Michel Graillier, Alain Jean-Marie oder Olivier Hutman spielte; außerdem nahm er mit Georges Arvanitas mehrere Alben auf (Plays George Gershwin), ferner mit André Persiani (Starlight Souvenirs) und 1997 mit Daniel Visani.

## Diskographische Hinweise
- Vendredi 14 (Elabeth, 1994) mit Olivier Hutman, Marc Thomas, Pierre Dor-Ragon, Anne Ducros, Charles Bellonzi
- L'amour dans L'Âme (Elabeth, 1996) mit Michel Graillier, Olivier Hutman, Alain Jean-Marie, Bernard Maury
- Introspection (Elabeth, 2001) mit Laurent Courthaliac, François Ricard, David Sauzay, Gaël Horellou

## Lexikalischer Eintrag
- Philippe Carles, André Clergeat, Jean-Louis Comolli: Le nouveau dictionnaire du jazz. Édition Robert Laffont, Paris 2011, ISBN 978-2-221-11592-3